# Loma de Ucieza
Loma de Ucieza ist ein Ort und eine nordspanische Gemeinde (municipio) mit 193 Einwohnern (Stand: 2024) in der Provinz Palencia der Autonomen Gemeinschaft Kastilien-León. Zur Gemeinde gehören die Ortschaften Bahilla, Gozón de Ucieza, Itero Seco und Villota de Duque. Der Verwaltungssitz befindet sich in Bahilla. Die Gemeinde entstand 1975 durch den Zusammenschluss der Ortschaften. 

## Lage und Klima
Loma de Ucieza liegt in der altkastilischen Meseta in einer Höhe von ca. 840 m. Die Provinzhauptstadt Palencia befindet sich gut 50 km (Fahrtstrecke) südsüdöstlich. Das Klima im Winter ist kühl, im Sommer dagegen trotz der Höhenlage gemäßigt bis warm; Niederschläge (ca. 618 mm/Jahr) fallen überwiegend im Winterhalbjahr.

## Bevölkerungsentwicklung
| Jahr      | 1981 | 1991 | 2001 | 2011 | 2021 |
| Einwohner | 462  | 380  | 315  | 275  | 199  |

## Sehenswürdigkeiten
- Kirche Mariä Himmelfahrt in Bahillo
- Michaeliskirche in Gózon de Ucieza

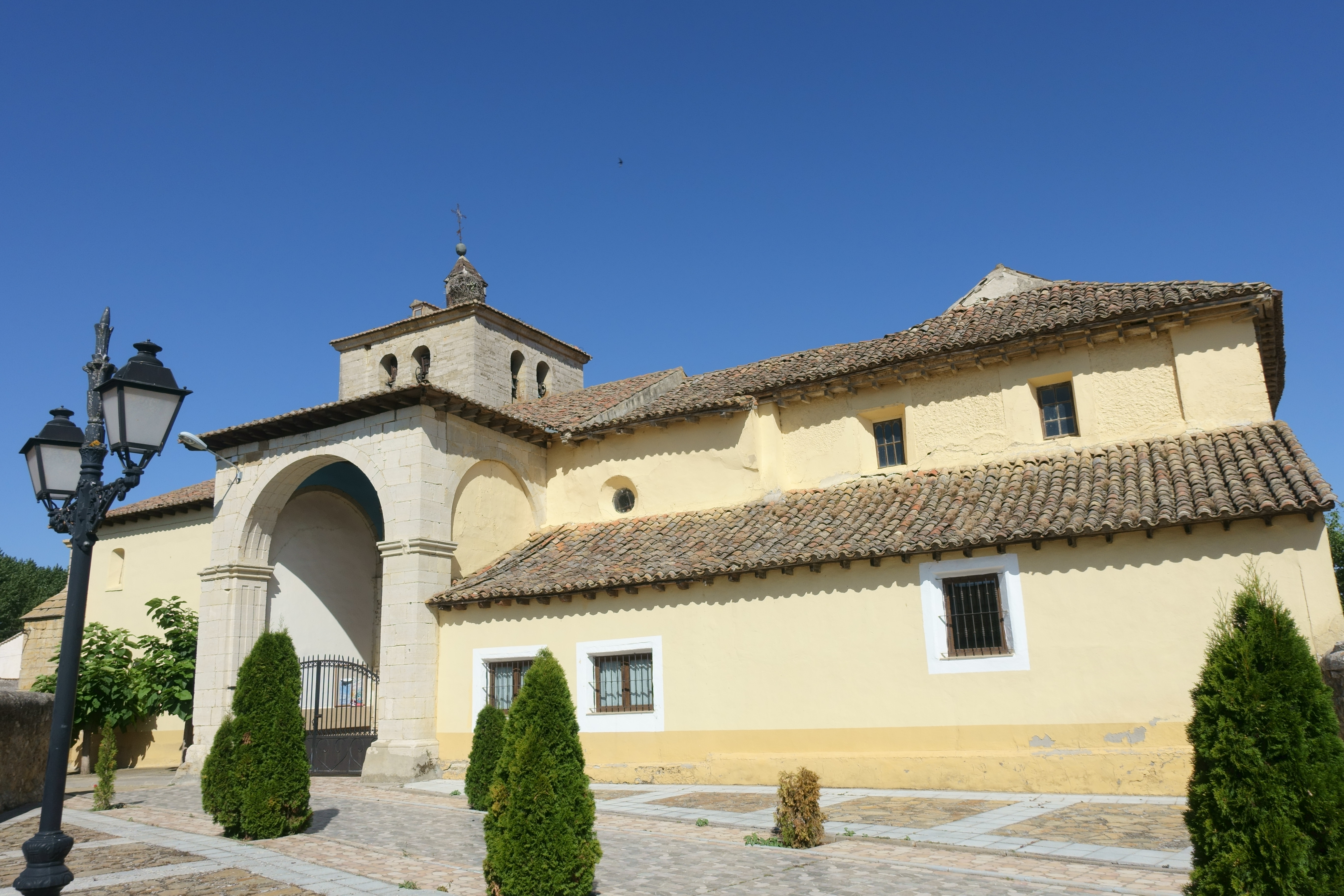
Kirche Mariä Himmelfahrt
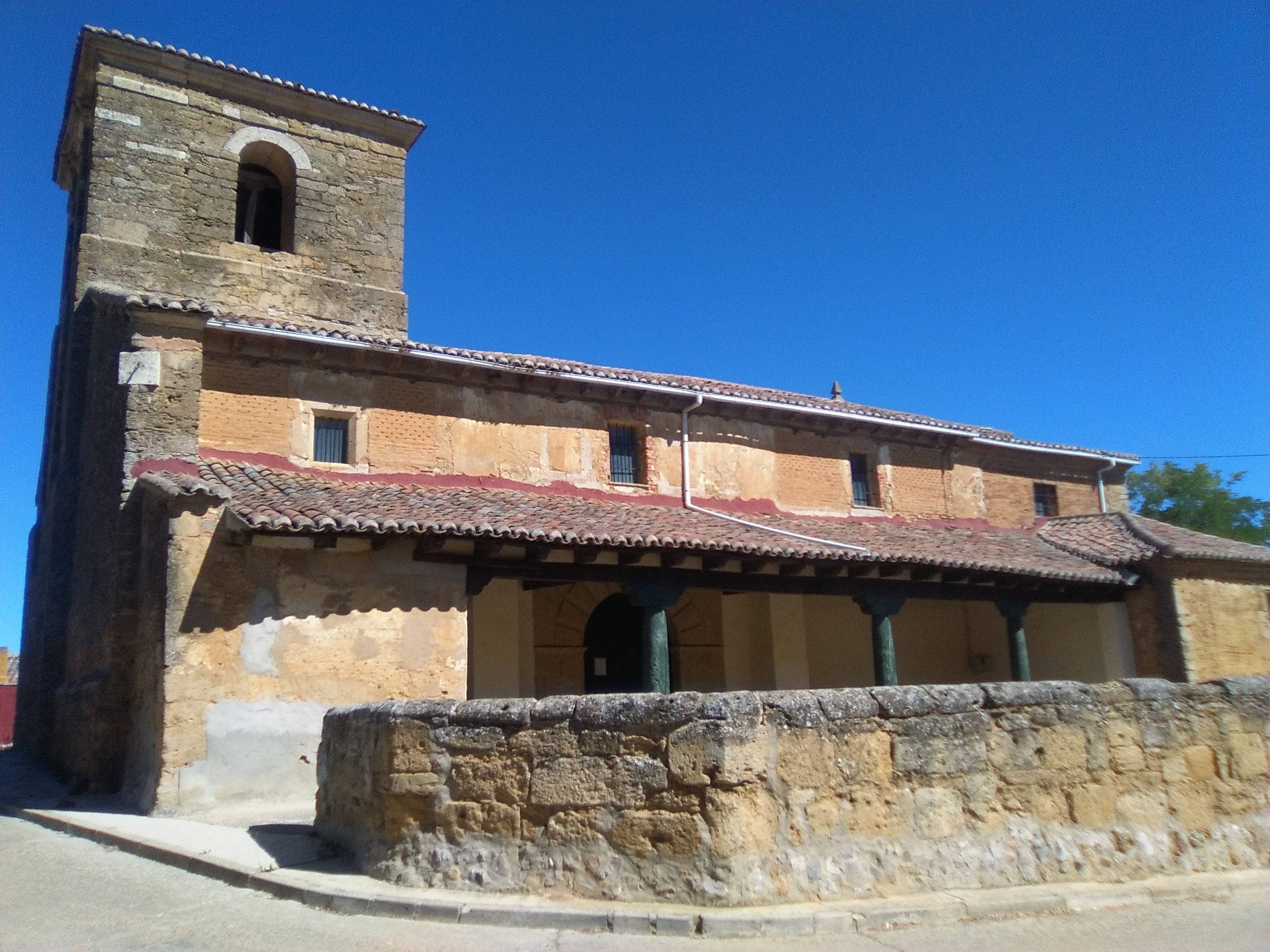
Michaeliskirche
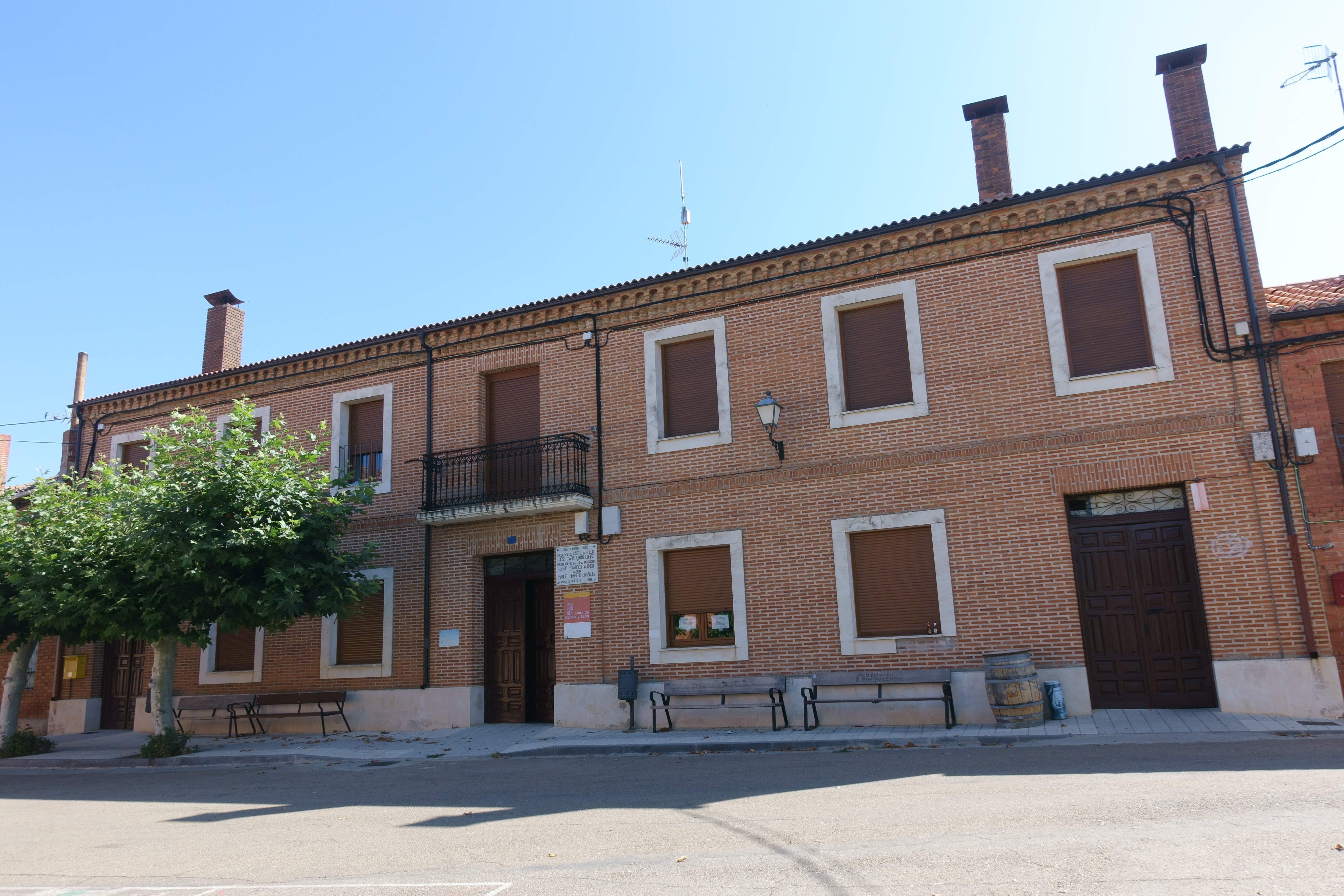
Rathaus